# Martial Bourquin
Pour les articles homonymes, voir Bourquin.
Martial Bourquin, né le 23 juillet 1952 à Mont-Saint-Martin (Meurthe-et-Moselle), est un homme politique français, maire d'Audincourt et ancien sénateur du Doubs.

## Biographie
Ouvrier à l'usine Peugeot Moto-cycles de Mandeure, il est licencié pour faits de grève alors qu'il était syndicaliste CGT.
Il milite d'abord au PCF puis au PS après avoir transité par la Convention pour une alternative progressiste.
Il succède au communiste Serge Paganelli à la tête de la municipalité d'Audincourt en 1997. Lors des élections municipales de 2001, il se fera réélire dès le premier tour avec 56,77 % des voix (41,01% d'abstention). Les élections municipales de 2008 le reconduisent aussi dès le premier tour avec 77,69 % des voix (42,02% d'abstention). La liste qu'il conduit lors des municipales de 2014 arrive aussi en tête avec 56,81% des voix (48,92 % d'abstention) et il est confirmé à la tête de la mairie.
En 1992, il est élu conseiller régional de Franche-Comté sur une liste de communistes dissidents. Rallié au PS, il est réélu en 1998. En 2004, il est vice-président du Conseil régional.
Suppléant de Pierre Moscovici aux législatives 2007 dans le Doubs, il est élu sénateur du Doubs le 21 septembre 2008.
Il est élu en 2008 vice-président de la Communauté d'agglomération du Pays de Montbéliard.
Suppléant de Pierre Moscovici, nommé Ministre de l'Économie, des Finances et du Commerce extérieur dans le gouvernement Ayrault I, il est brièvement député de la quatrième circonscription du Doubs du 17 au 19 juin 2012, date de la fin de la XIIIe législature. Il siège parmi les non-inscrits, l'Assemblée nationale ne se réunissant plus.
Lors des élections sénatoriales de septembre 2014, il est le seul élu de la liste socialiste qu'il conduit, les deux autres sièges du département revenant à la droite.
En 2017, il est candidat à la présidence du groupe socialiste au Sénat, face à Laurence Rossignol et à Didier Guillaume, président sortant. Ce dernier est finalement réélu avec deux voix d'avance.
En 2017, année de renouvellement d'une partie du sénat, il est concerné par la législation limitant le cumul des mandats en France, il démissionne de son mandat de maire d'Audincourt en septembre 2017 mais il y reste conseiller municipal.
Lors des  élections municipales de 2020, Martial Bourquin se représente à la mairie d'Audincourt à la tête d'une liste d'union de la gauche. Sa liste est élue au premier tour avec 55,33% des suffrages exprimés. Il est réélu maire le 25 mai par le nouveau conseil municipal, avec 26 votes sur 33. Il démissionne du sénat le 15 juin suivant.

## Synthèse des mandats
- 1997 - 2017 et depuis 2020 : Maire d'Audincourt
- 2012 : Député du Doubs
- 2008 - 2020 : Sénateur du Doubs
- 2017 - 2020 : Conseiller municipal d'Audincourt
- 2008 - 2015 : Vice-président de Pays de Montbéliard Agglomération
- 1992 - 2010 : Conseiller régional de Franche-Comté
- 2004 - 2010 : Vice-président du conseil régional de Franche-Comté